# Squadra d'emergenza
Squadra d'emergenza (The New Interns) è un film del 1964 diretto da John Rich.
È un film drammatico statunitense, con alcune situazioni tipiche della commedia, che vede come interpreti principali Dean Jones, Telly Savalas, Barbara Eden e Michael Callan. È incentrato sulle vicende di alcuni medici da poco operativi in un ospedale. È il seguito di La pelle che scotta (The Interns) del 1962.

## Produzione
Il film, diretto da John Rich su una sceneggiatura di Wilton Schiller, fu prodotto da Robert Cohn per la Robert Cohn Productions (accreditata come "The New Interns Company").

## Distribuzione
Il film fu distribuito con il titolo The New Interns negli Stati Uniti dal 19 agosto 1964 (première a New York)
 al cinema dalla Columbia Pictures.
Altre distribuzioni:
- in Francia il 11 settembre 1964 (Les nouveaux internes)
- in Svezia il 21 settembre 1964
- in Finlandia il 12 febbraio 1965 (Ei enkeleitä)
- in Danimarca il 2 giugno 1965 (De unge lægers 'søde' liv)
- in Spagna il 14 aprile 1968 (Los nuevos internos)
- in Italia (Squadra d'emergenza)
- in Germania Ovest (Assistenzärzte)
- in Grecia (Koritsia gia to Savvatovrado)
- in Brasile (Torvelinho de Paixões)

## Critica
Secondo Leonard Maltin il film è "un'insolita telenovela ospedaliera con un cast sopra la media". Il film si pregerebbe, inoltre, di una scena "eccezionale" che riprende una festa.